# PGC 70253
LEDA/PGC 70253 (auch IC 5269C) ist eine lichtschwache Balken-Spiralgalaxie vom Hubble-Typ SBcd im Sternbild Piscis Austrinus am Südsternhimmel. Sie ist schätzungsweise 80 Millionen Lichtjahre von der Milchstraße entfernt und hat einen Durchmesser von etwa 50.000 Lichtjahren.
 
Gemeinsam mit NGC 7418, NGC 7421, IC 1459, IC 5270 und PGC 70070 bildet sie die IC 1459-Gruppe.